# Vogteischloss (Vuippens)
Das Vogteischloss Vuippens (französisch: «Château de Vuippens») ist ein auf einem Burgareal errichtetes Schloss und liegt im heutigen Ortsteil Vuippens der schweizerischen Gemeinde Marsens im Kanton Freiburg.

## Geschichte
Der Ort gehörte im Hochmittelalter zur Herrschaft von Corbières und des gleichnamigen Adelsgeschlechtes, das aus einer Adelsgruppe mit den Grafen von Greyerz und den Herren von Grandson stammen soll. Die Herrschaft Corbières wurde im ersten Drittel des 13. Jahrhunderts von Pierre II. von Corbières zwischen seinen zwei Söhnen aufgeteilt. Ulrich II. von Corbières ist ab 1224 als erster Herr von Vuippens unter dem Namen Ulrich I. verzeichnet.
Das Vogteischloss Vuippens wurde als burgartiges Anwesen mit Wohnturm vermutlich um 1250 errichtet, als sich die Herren von Corbières unter die Lehnshoheit des Hauses Savoyen stellten. Im Grüningerkrieg 1349 wurde das befestigte Anwesen zusammen mit dem Dorf Vuippens von den Freiburger und Berner Truppen niedergebrannt. Danach wieder aufgebaut, kamen Haus und Herrschaft Vuippens 1359 unter die Oberhoheit des Hauses Savoyen. Seit 1479 war die Herrschaft durch einen Burgrechtsvertrag mit Freiburg verbunden. In finanziellen Nöten, wurde die Herrschaft 1547 oder 1549 an Freiburg verkauft und diente bis zum Ende der Alten Eidgenossenschaft 1798 als dessen Vogtei von Vuippens. Während dieser Periode erhielt das 1767 von David Herrliberger noch als Burg mit Wohnturm dargestellte Anwesen um 1780 seine Umgestaltung zu einem Schloss und sein heutiges Aussehen unter dem Vogt Frédéric von Montenach.
Der Kanton Freiburg überliess das Schloss den Mönchen des Kartäuserklosters Chartreuse de la Part-Dieu in Greyerz für einige Jahre, während ihr 1800 niedergebranntes Kloster wiederaufgebaut wurde. Später diente das Schloss als Unterbringung für Gefangene, die am Bau der nahegelegenen Brücke über den Fluss Gérignoz arbeiteten. 1830 wurde sogar geplant, das Schloss in eine Irrenanstalt umzuwandeln. Stattdessen wurde es aber von der Freiburger Kantonsregierung verkauft.
1862 erwarb die Familie de Boccard das Vogteischloss. Sie waren Eigentümer des auf der gegenüberliegenden Strassenseite befindlichen Hauses von Sorens (französisch: «Maison de Sorens»). 1919 wurde das Vogteischloss von Gustav Schneeli (1872–1944) als Sommerresidenz gekauft. Er liess den inneren Schlosshof in einen geometrischen Garten umwandeln und richtete in der alten Scheune ein Maleratelier ein. Heute befindet sich das Schloss im Eigentum der Familie Aus der Au.
Das Vogteischloss ist als sogenanntes A-Objekt Bestandteil des schweizerischen Kulturgüterschutzinventars (KGS-Inventar-Nr.: 02355).

## Beschreibung

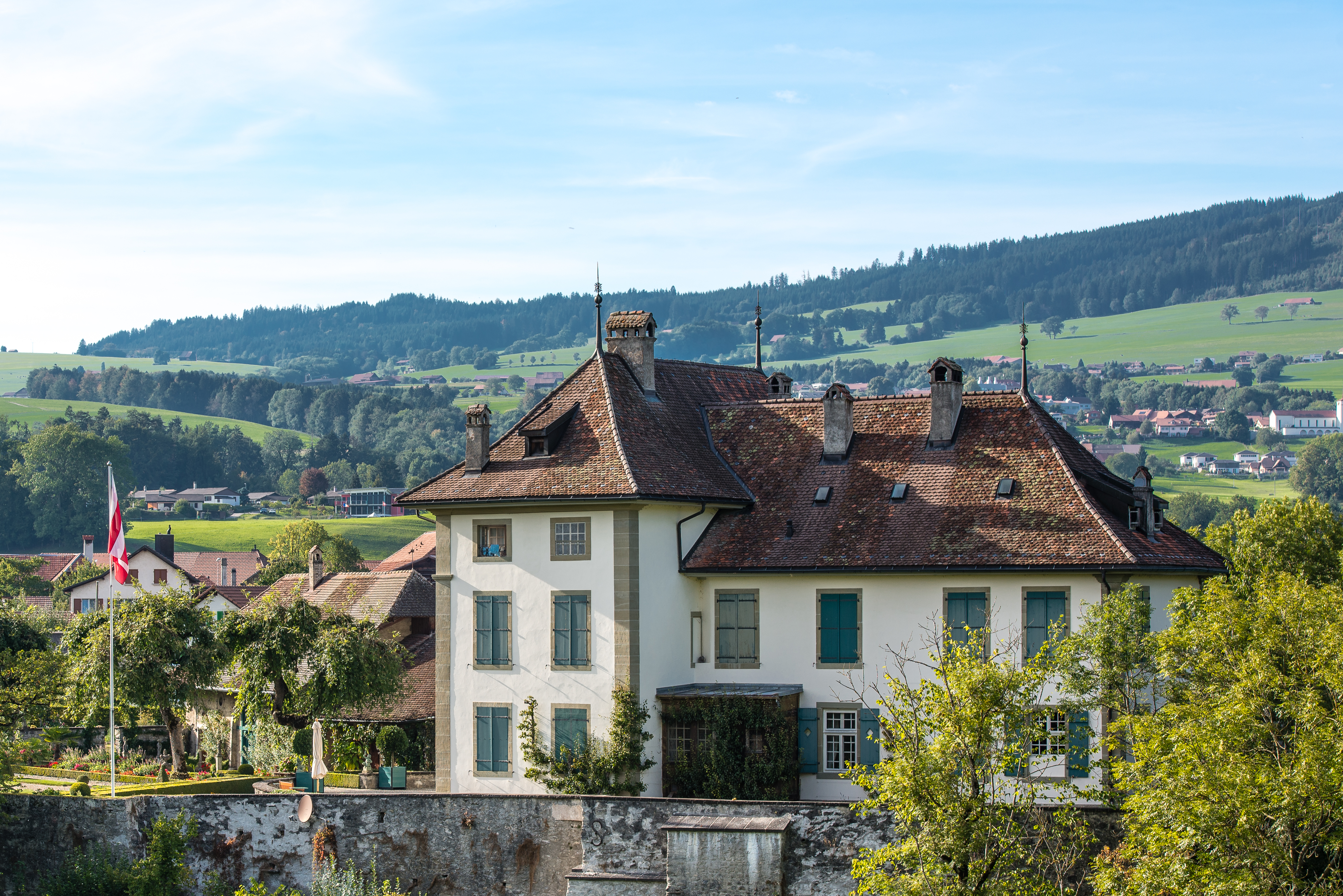
Seitenansicht des Anwesens: Mitte der Querbau, rechts der rückwärtige Trakt des T-förmigen Schlossbaus, links Ansatz des Schlossparks

Das heutige Herrenhaus im Nordosten der Anlage ist als T-förmiger Baukörper mit anstehenden kleinen Nebengebäuden nach Südwesten auf den Schlossgarten ausgerichtet. Das Gebäude steht in leichter Hanglange auf einem kleinen Vorsprung, der östlich halbkreisförmig von der Sionge umflossen wird, die gleich danach in den Greyerzersee mündet. Das ganze Anwesen ist noch heute von einer Mauer umgeben.
Das Herrenhaus besteht im Wesentlichen aus zwei rechtwinklig zueinander stehenden dreigeschossigen Steinbauten. Der Querriegel der Sichtseite ist sieben auf zwei Achsen gross und mit einem Walmdach bekrönt, dessen schmale Seiten Dachgauben aufweisen. Das dritte Geschoss ist als halbes Geschoss ausgeführt, was sich in den niedrigen Fenstern manifestiert. Eine kleine halbkreisförmige Freitreppe führt zur grossen Eingangstür. Das zum Flüsschen zeigende Gebäude ist ein vier auf drei Achsen grosser Zweigeschosser, dessen Walmdach in das Quergebäude hineinragt.
Im schön gestalteten Schlosspark befindet sich an der nördlichen Mauer ein langgestreckter, leicht abgewinkelter marstallgleicher Bau mit Satteldächern und im Torbereich nördlich ein weiterer kleiner Bau mit Krüppelwalmdach.